# Frankrigs væbnede styrker
Frankrigs væbnede styrker (fransk: Forces armées françaises) består af hæren, flåden, luftvåbnet og gendarmeriet. Den øverstbefalende er den franske præsident, p.t. Emmanuel Macron.
Præsidenten er den eneste, der kan iværksætte et atomangreb. De franske væbnede styrkers hovedopgave er, at forsvare det nationale territorium, at forsvare franske interesser over hele verden og at fastholde international stabilitet.
I de væbnede styrker indgår også forskellige værnsfælles enheder, der står under direkte kommando af forsvarschefen. De franske væbnede styrker er i dag fuldt professionelle, da man i 1997 gik væk fra værnepligten.
Siden afslutningen af 2. verdenskrig, har det franske forsvar været Vesteuropas største, hvilket også var tilfældet før 1940, når man ser på antallet af ansatte. I 2011 var der 296.493 ansatte deraf 228.656 militærfolk og 67.837 civile. I de senere år er antallet imidlertid faldet. Det franske forsvar er dog stadig verdens 14. største, når man måler på antallet af ansatte. Når man måler på forsvarsbudget er landets militær verdens tredjestørste med et budget på 65,7 mia. USD. Derudover er Frankrig verdens tredjestørste, når man måler på atomslagstyrke, efter USA og Rusland.

## Styrkerne

### Armée de terre
Hæren består af 120.000 aktive heraf:
- 13.000 karriereofficerer;
- 42.000 fastansatte underofficerer;
- 63.000 fastansatte soldater og 1650 frivillige. Til disse tal skal lægges 15.500 reservister, 19.100 tidligere militærfolk, der også kan indgå i reserven og 24.000 civile.

Hærens budget udgør knapt 9 mia. €.

### Marine nationale
Flåden består af 54.600 mænd og kvinder, den råder over 146 skibe med en samlet tonnage på 305.000 ton og 211 fly og helikoptere.
Den er organiseret i fire styrker:
- Overfladeenhederne (FAN), som består af 115 skibe og 12.000 personer;
- Ubådsvåbnet (FSM), som består af 10 atomubåde og 3300 personer;
- Flådens flystyrker (AVIA), som består af 211 fly og 6747 personer;
- Nærforsvarsenheder og specialstyrkerne (FORFUSCO), som består af 2000 personer organiseret i 16 enheder;

### Armée de l'air
Luftvåbnet består af 51.100 personer heraf 44.600 militærfolk og 6500 civile. Andelen af kvinder er 20 %. Det råder over 874 fly hvoraf de 225 er egentlige kampfly, der er placeret på 32 flybaser på det franske fastland og 8 oversøiske flybaser eller detachementer.
Det er inddelt i tre overordnede styrker:
- Den strategiske flystyrke (FAS), der inkluderer den franske atomslagstyrke;
- Kampstyrken (FAC) ;
- Transportenhederne (FAP).

### Gendarmerie nationale
Gendarmeriet er en paramilitær styrke, som både er underlagt forsvarsministeriet, når det drejer sig om de militært ansatte og deres uddannelse, men hører under indenrigsministeriet, når det drejer sig om økonomi og politiopgaver.
Til gendarmernes opgaver hører udover at være militærpoliti også at være politistyrke i landdistrikterne herunder:
- Gendarmerie Départementale (GD) (landpoliti, kriminalpoliti...)
- Gendarmerie Mobile (GM) (ordenspoliti, antiterrorkorpset (GIGN), assistance til udenlandsk politi...)
- Republikanergarden (ceremoniel vagtstyrke)
- Gendarmerie des Transports Aériens (Lufthavnssikkerhed, trafikkontrol...)
- Gendarmerie de l'Air (Lufthavnssikkerhed og militærpoliti...)
- Gendarmerie Maritime (Kystbevogtning og militærpoliti på flådebaserne...)

## Doktrin og missioner

### Missioner
De franske styrker har som mission at opretholde og indsætte Frankrigs våbenmagt. Dette gøres efter regeringens beslutning for:
- at sikre Frankrigs vitale interesser (dvs. at opretholde territoriets uafhængighed og suverænitet og sikre befolkningens sikkerhed;
- at bidrage til Europas og middelhavsregionens sikkerhed og forsvar;
- at bidrage til opgaver, der har til formål at sikre fred i verden og opretholde international lov.

## Frankrigs væbnede styrker i krig
- 1792-1802 – Revolutionskrigene mod Frankrigs monarkistiske naboer.
- 1804-15 – Napoleonskrigene mod diverse koalitioner.
- 1853-56 – Krimkrigen mod det Russiske Kejserrige.
- 1861-66 – Den franske intervention i Mexico.
- 1870-71 – Den fransk-preussiske krig mod de tyske forbund.
- 1914-18 – Deltog i 1. verdenskrig på Ententemagternes side.
- 1939-40 og 1944-45 – Deltog i 2. verdenskrig på de Allieredes side.
- 1946-54 – 1. indokinesiske krig i Vietnam.
- 1954-62 – Krigen i Algeriet.
- 1950-53 – Koreakrigen.
- 1956 – Suez-krigen mod Egypten.
- 1982-84 – Fredsbevarende styrke i Libanon (58 dræbt ved selvmordsaktion).
- 1986- – Opération Épervier i Tchad.
- 1990-91 – Opération Daguet mod Irak.
- 1993-95 – Opération Deny Flight, flyveforbudszone over Bosnien-Hercegovina.
- 1995 – Opération Hermine, bombninger i Bosnien-Hercegovina.
- 1999 – Opération Allied Force, bombninger i Jugoslavien, som led i Kosovokrigen.
- 2011 – Opération Harmattan mod Libyen.
- 2013- – Opération Serval i Mali.
- 2014 Opération Chammal, bombninger af Islamisk Stat i Irak.

## Galleri
- AMX 56 Leclerc-kampvogn.
- Eurocopter EC665 Tiger-kamphelikopter
- To Peugeot P4 foran en kolonne af Renault VAB under Opération Daguet
- To Mirage 2000 fra Escadrille SPA 153
- Renault VAB pansret mandskabsvogn
- Fremmedlegionærer med FAMAS-stormgeværer
- Charles De Gaulle, Frankrigs første atomdrevne hangarskib.
- Atomubåden Le Triomphant
- BPC af Mistral-klassen til amfibiekrigsførelse
- Dassault Rafale hangarskibsfly
- Fregat af Horizon-klassen